# Pararistolochia macrocarpa
Pararistolochia macrocarpa är en piprankeväxtart som först beskrevs av Dutch., och fick sitt nu gällande namn av O. Poncy. Pararistolochia macrocarpa ingår i släktet Pararistolochia och familjen piprankeväxter. Utöver nominatformen finns också underarten P. m. soyauxiana.